# Bjerringbro
Bjerringbro ist eine Stadt im Südosten der dänischen Viborg Kommune mit 7433 Einwohnern (1. Januar 2025) in den Kirchspielgemeinden (dän. Sogne) Bjerringbro, Gullev und Hjermind.
Bjerringbro liegt (Luftlinie) ca. 10 km nordöstlich von Rødkærsbro, 17 km südöstlich von Viborg, 23 km nördlich von Silkeborg und 25 km südwestlich von Randers.

## Geschichte
Ab den 1830er Jahren befand sich eine Wassermühle an der Stelle, an der der Bach Møllebækken in die Gudenå fließt. Dort baute der Müller 1838 eine Brücke über den Fluss, um sein Einzugsgebiet in Richtung Süden zu vergrößern. Diese war broen ved Bjerring (dt. die Brücke bei Bjerring). Von dieser Bezeichnung kommt der heutige Name der Stadt, Bjerringbro. Durch die Brücke, und damit dem Zugang zur Verkehrsroute über die Gudenå, entstand eine günstige Lage für einen größeren Ort. 1863 wurde in Bjerringbro ein Bahnhof auf der Strecke Aarhus–Langå–Viborg gebaut, was das Stadtwachstum außerdem förderte.
Mit der Zeit entwickelte sich der Ort immer weiter, Einrichtungen wie Hotels, eine Arztpraxis, ein Postamt, eine Bibliothek, eine Apotheke und ein Lebensmittelgeschäft wurden errichtet. 1901 wurde die Søndre Skole südlich der Gudenå gebaut, 1906 wurde auch nördlich des Flusses nahe dem Bahnhof eine Schule erbaut. Für die Landwirtschaft in der Umgebung von Bedeutung waren eine Molkerei, ein 1912 errichteter Schlachthof und mehrere kleine Maschinenfabriken.
Ein Altersheim, eine Badeanstalt und ein Freizeitzentrum wie auch vor allem die wachsende Industrie in der Stadt führten zu einem Bevölkerungswachstum von unter 1300 Einwohnern im Jahre 1921 zu mehr als 4700 Einwohnern im Jahre 1970. 1977 wurde das Grundfos Fritidscenter gebaut, 1981 erhielt die Stadt das Bjerringbro Gymnasium, auch eine Sporthalle gibt es seit 1986.
1970 wurde Bjerringbro Verwaltungszentrum der Bjerringbro Kommune, welche 2007 in der Viborg Kommune aufging.

## Wirtschaft
Der weltweit agierende Pumpenhersteller Grundfos hat in Bjerringbro seinen Hauptsitz. Die Firma wurde 1945 von Poul Due Jensen in der Stadt gegründet und hat mittlerweile mehr als 19.000 Mitarbeiter.

## Sehenswürdigkeiten
Im zentralen nördlichen Teil der Stadt befindet sich die von 1918 bis 1919 gebaute Bjerringbro Kirke im Bjerringbro Sogn.
In Hjermind, unmittelbar nördlich von Bjerringbro, liegt die Hjermind Kirke im Hjermind Sogn, welches in das Siedlungsgebiet von Bjerringbro hineinragt.
In Gullev, unmittelbar südlich Bjerringbros, befindet sich die etwa 800 Jahre alte Gullev Kirke im Gullev Sogn, welches in das Siedlungsgebiet von Bjerringbro hineinragt.
Außerdem gibt es in der Stadt das Gudenådalens Museum, welches hauptsächlich über das landwirtschaftliche Leben in der Region von vor 100 Jahren informiert.
Nahe dem kleinen Ort Rønge, welcher ca. 5 km östlich von Bjerringbro liegt, befindet sich eine Gedenkstätte, die zu Ehren des Gründers der Landbrugernes Sammenslutning, Knud Bach (* 1871 in Rønge; † 1948 ebenda), errichtet wurde.

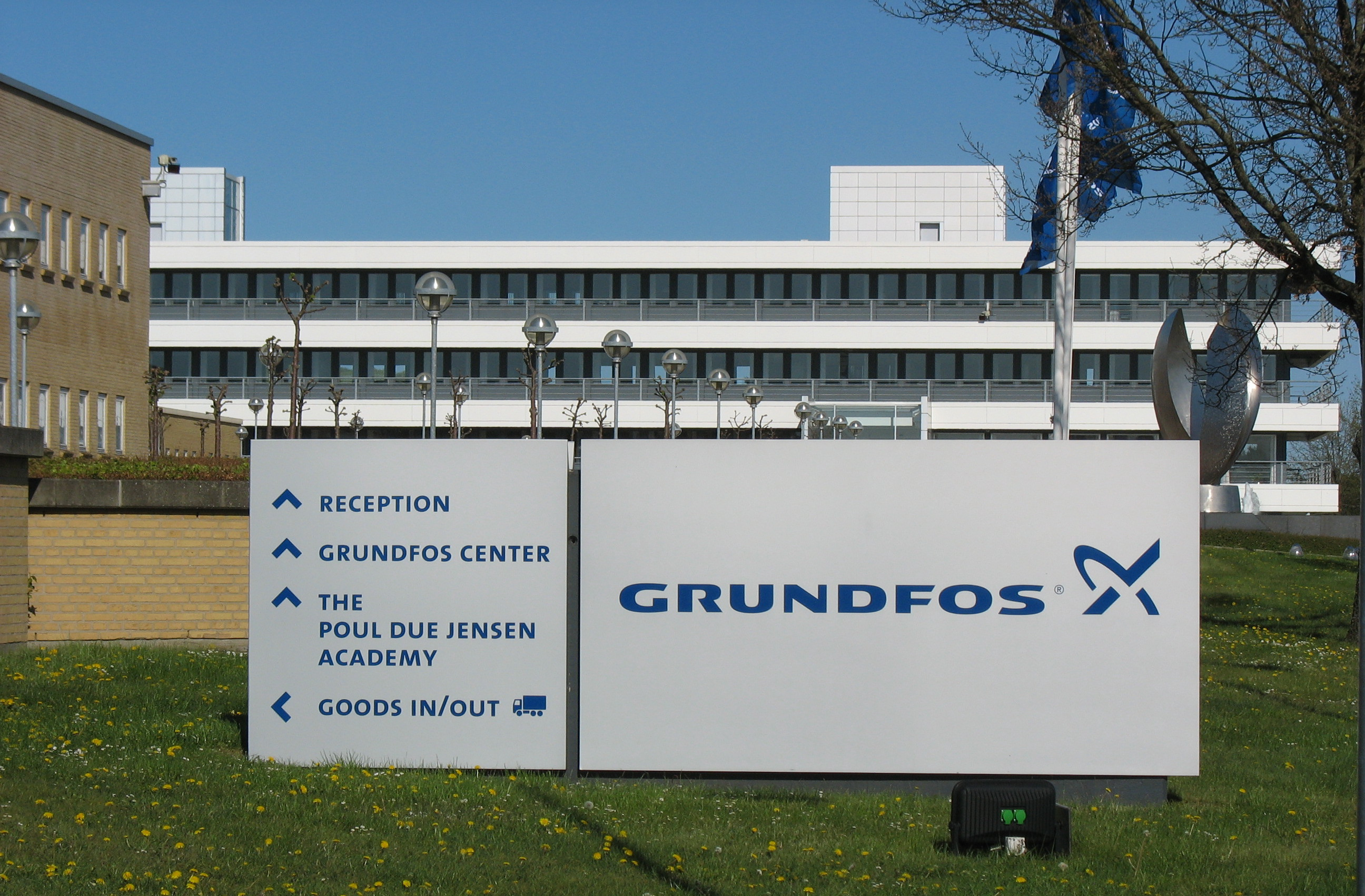
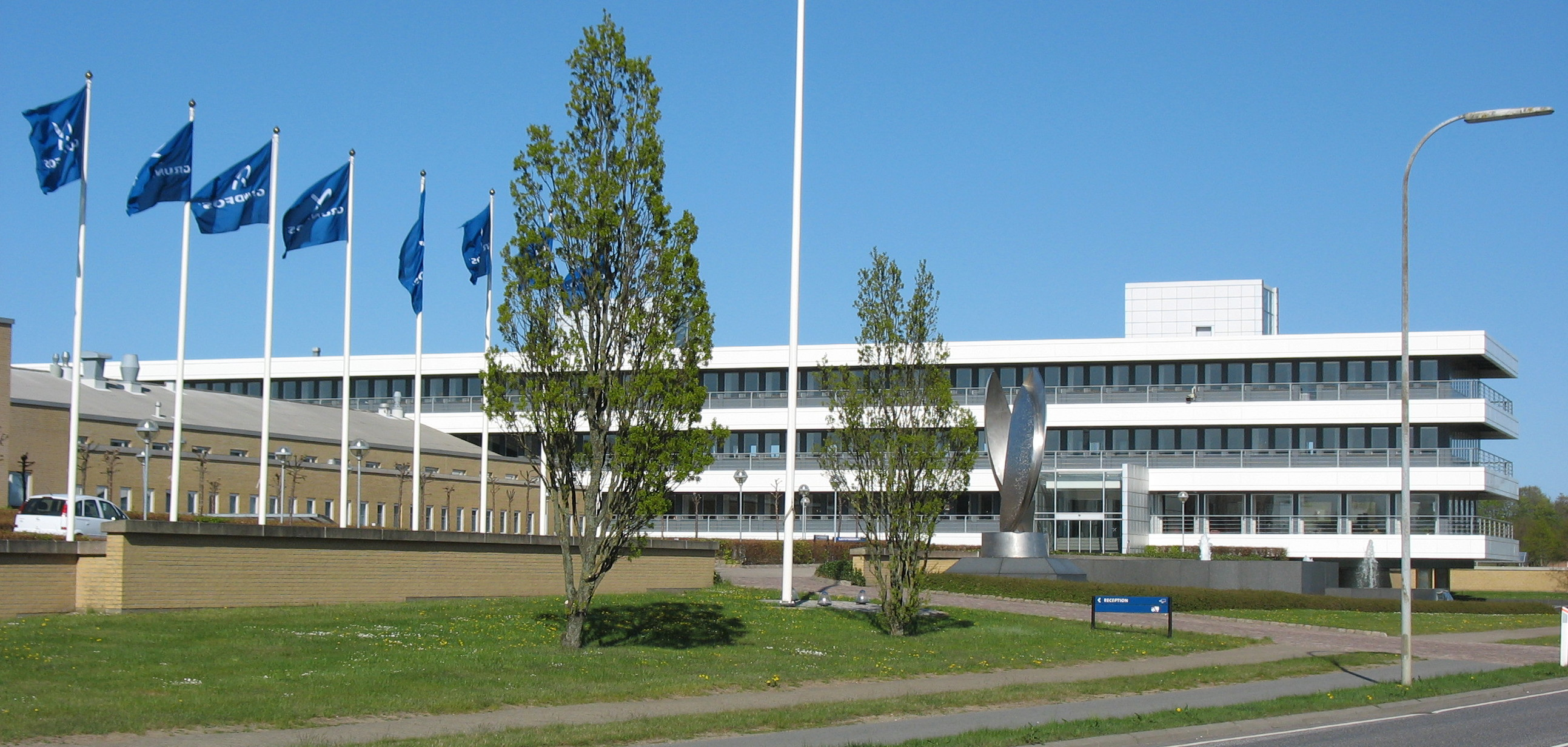
Firmengebäude von Grundfos
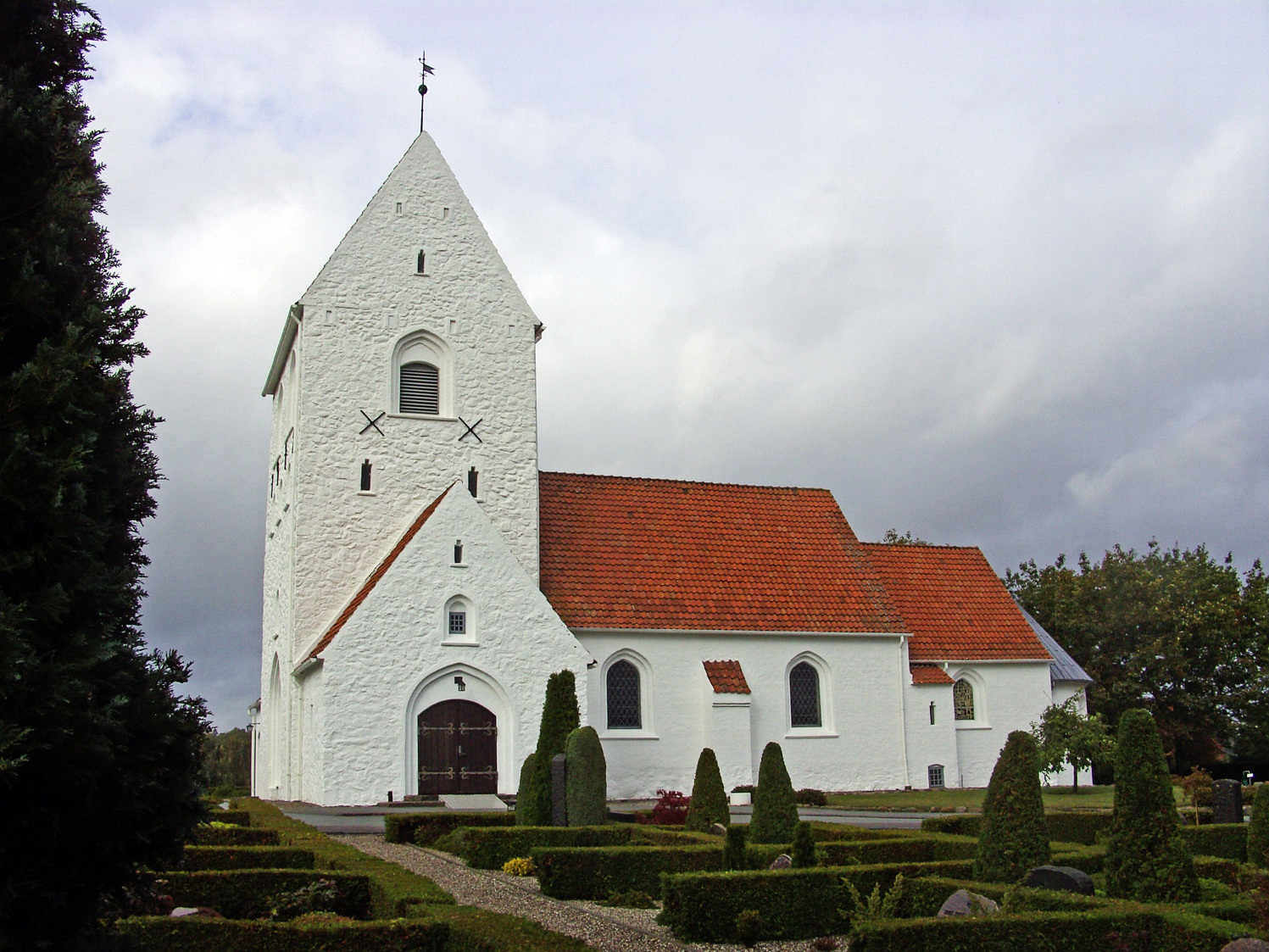
Bjerringbro Kirke
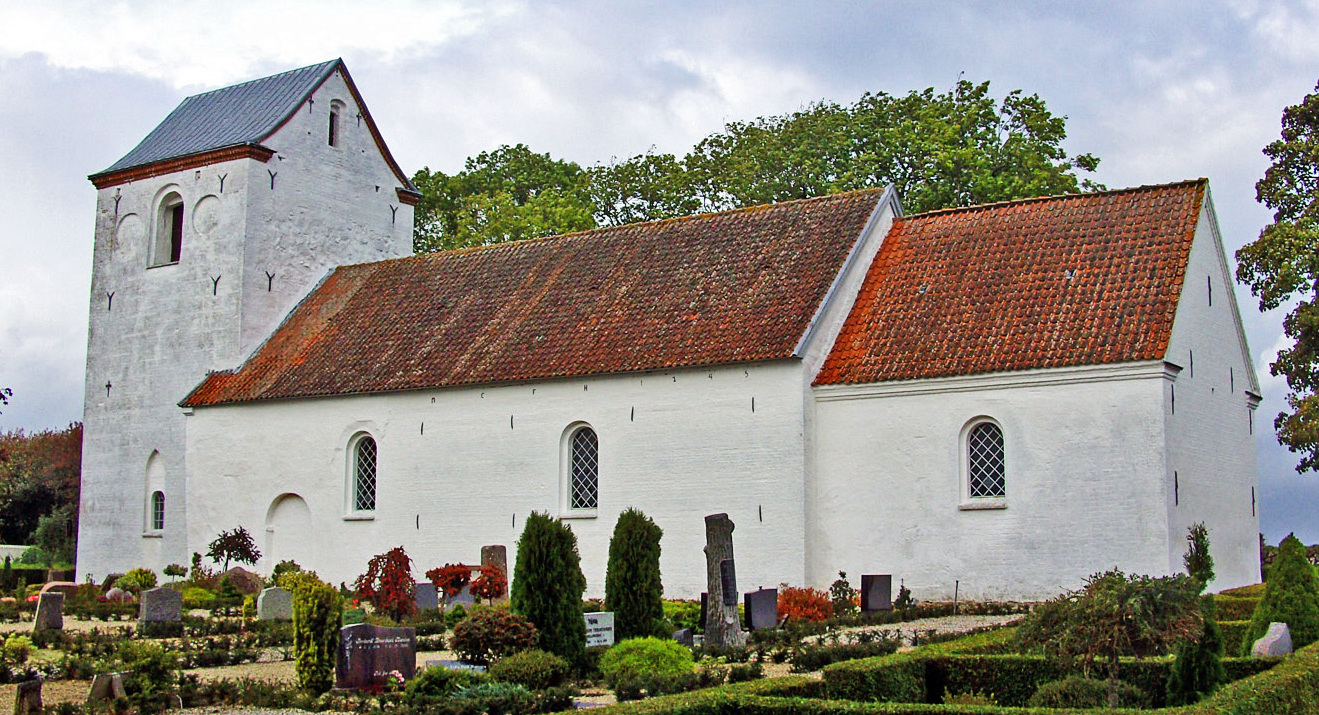
Hjermind Kirke
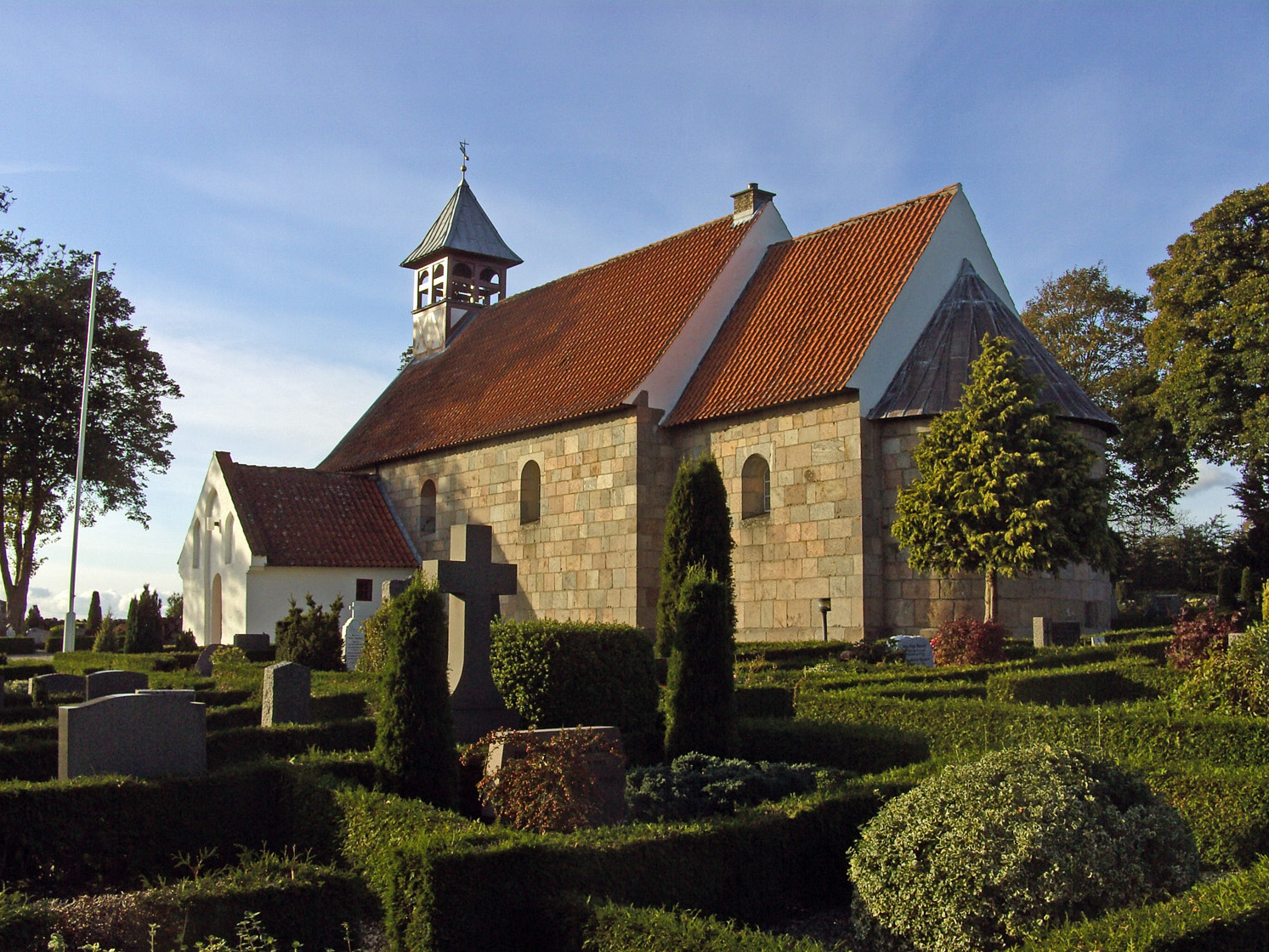
Gullev Kirke
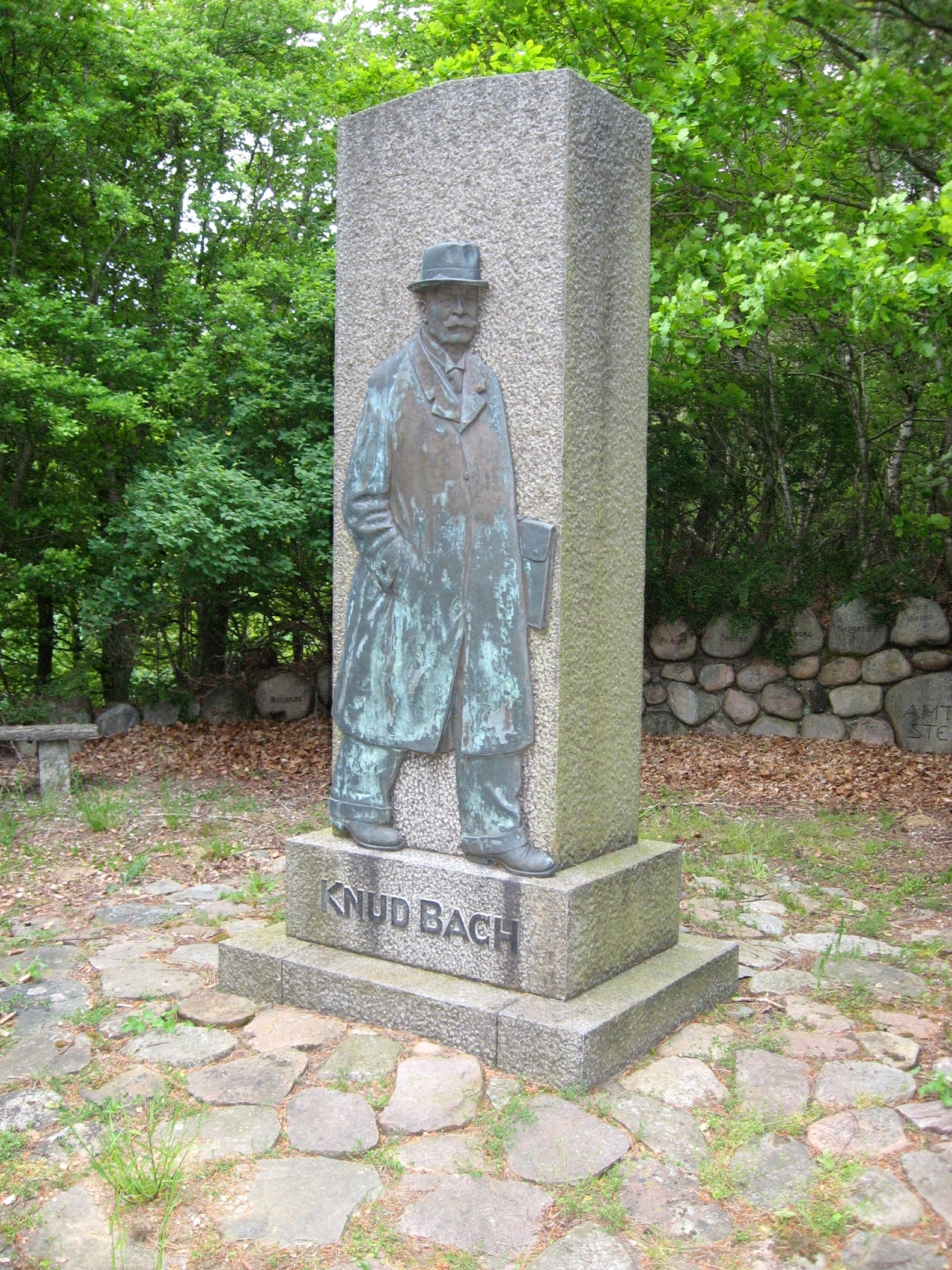
Knud Bach mindesmærke (Gedenkstätte)

## Sport und Freizeit
Im Sportzentrum von Bjerringbro gibt es mehrere Sportvereine. Es kann Handball, Badminton, Basketball, Tischtennis, Tennis und Fußball gespielt werden. Außerdem gibt es dort ein Schwimmbad mit Saunen und auch ein Fitnesscenter.

## Persönlichkeiten
- Søren Pape Poulsen (1971–2024), Politiker und Vorsitzender der Konservativen Volkspartei Dänemarks
- Mads Ø. Nielsen (* 1981), Handballspieler
- Nikolaj Øris Nielsen (* 1986), Handballspieler

## Bildergalerie

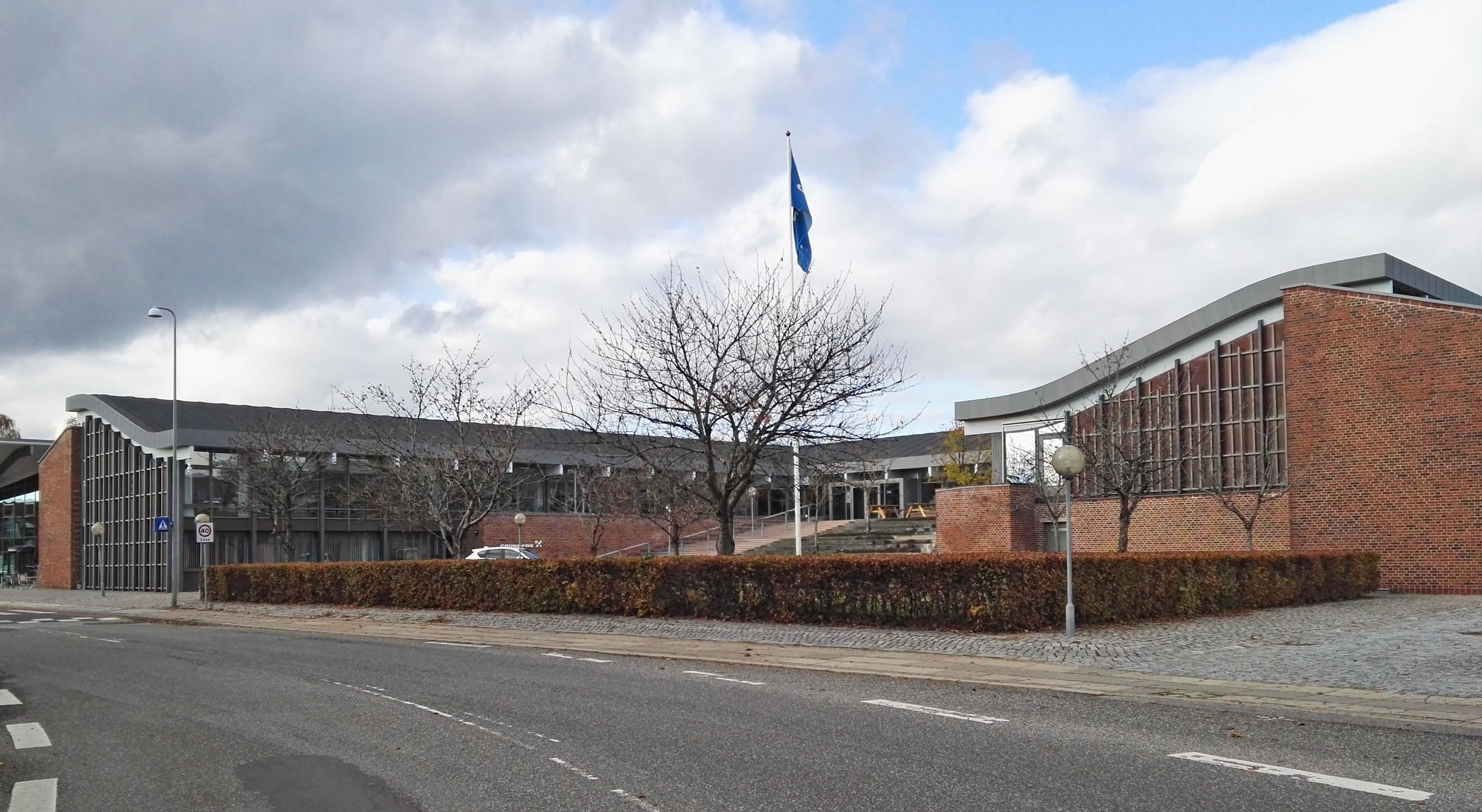
Rathaus
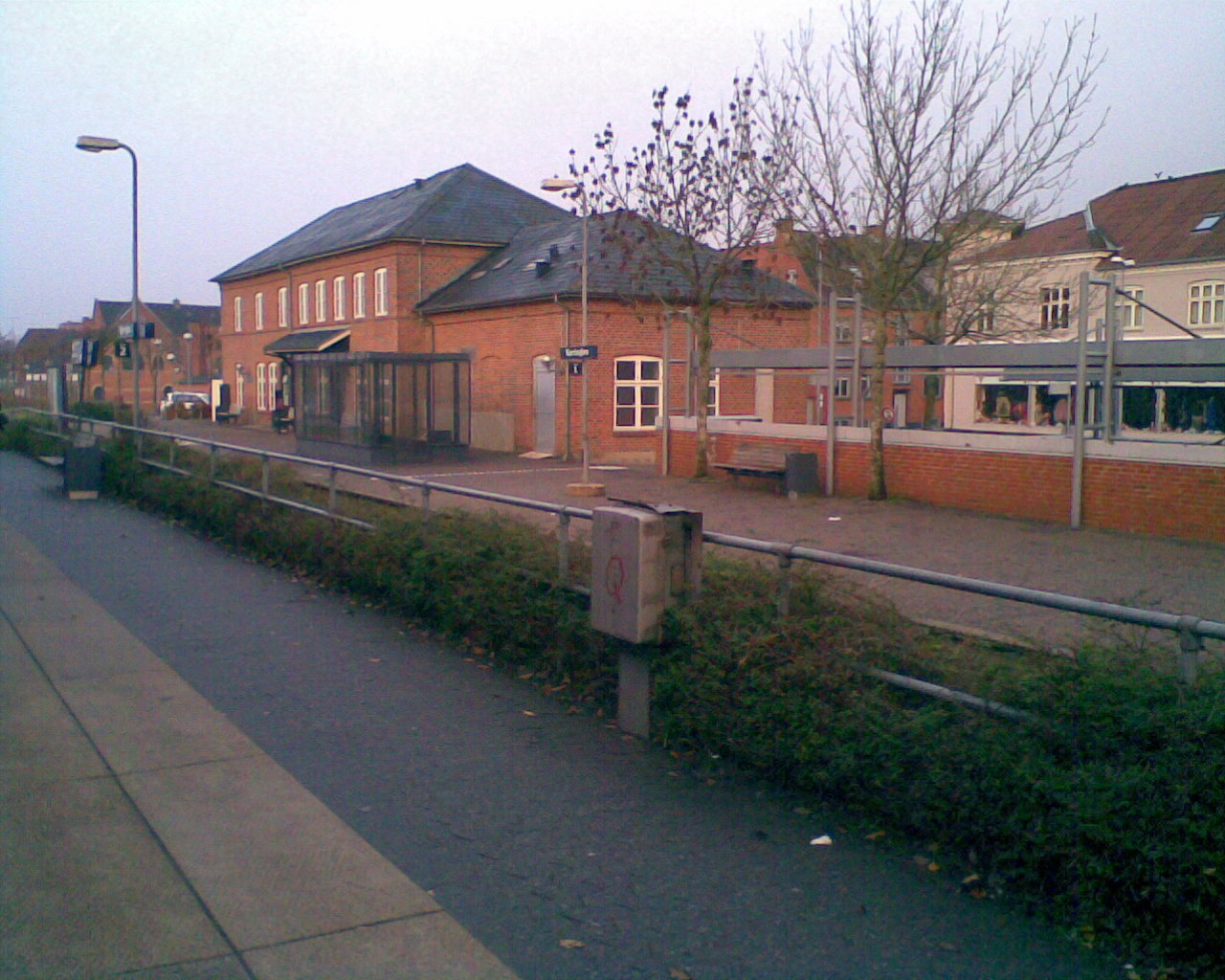
Bahnhof Bjerringbro
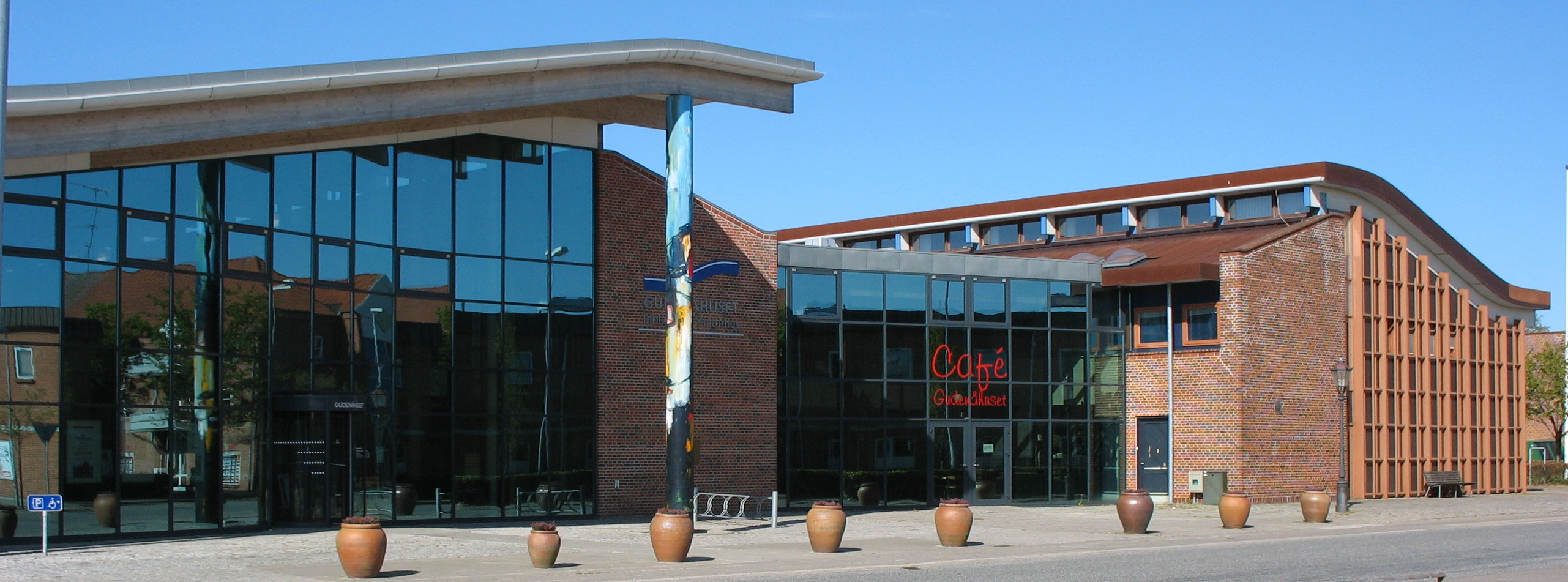
Gudenåhuset (Kulturhaus)